# Maple bacon donut

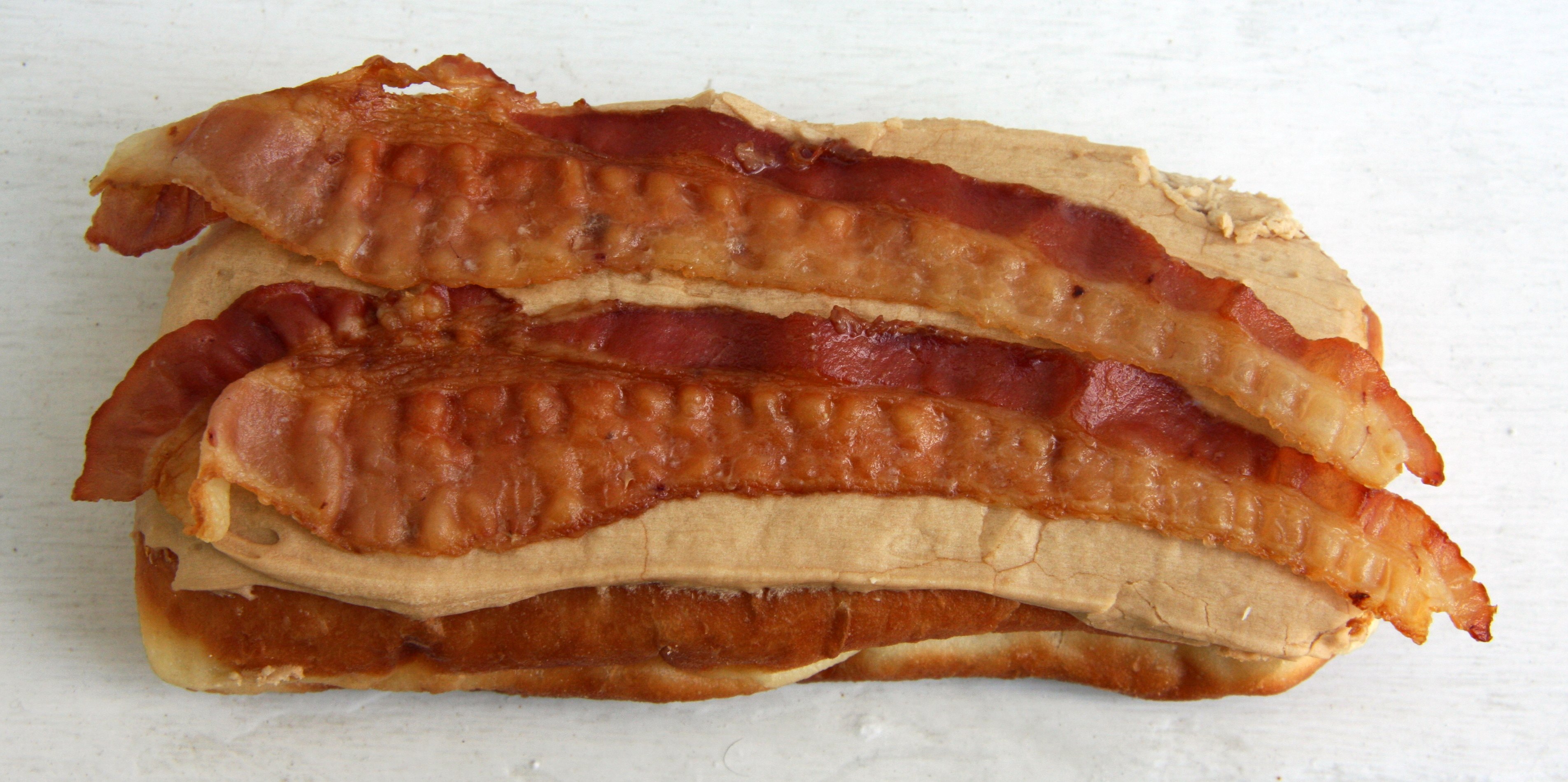
Un maple bacon donut de los EE. UU.

El maple bacon donut (en inglés ‘rosquilla de arce y panceta’) es un postre que se ha hecho popular en algunas regiones de Estados Unidos. Se distingue de otros dónuts en el prominente glaseado con panceta y jarabe de arce que lo recubre. También ha aparecido en los medios de comunicación como parte del fenómeno a veces llamado bacon mania.

## Historia popular
La panadería Swirls de Omaha (Nebraska) inició la moda del maple bacon donut con su versión, a veces llamada The Elvis. Su propietaria, Dawn Brown, dijo que quería algo sorprendente que los clientes amasen u odiasen, y sobre la que hablaran. Brown califica la idea de simple: «Es tu plato de desayuno transformado en un artículo que pueden meterte en la boca.» Brown cuenta que la respuesta de sus clientes fue aplastante, y que prepara más de 2 kg de panceta al día. «Sé que la mayoría de la gente viene por el maple bacon donut alias The Elvis.»